# Gabriela Montaño
Gabriela Montaño (La Paz, 2 de desembre de 1975) és una política i exsenadora boliviana. Va ser la presidenta de la Cambra de Senadors de Bolívia durant els anys 2012 i 2013 i presidenta de la Cambra de Diputats de Bolívia entre 2015 i 2018.
L'any 2012 va ocupar la presidència interina de Bolívia per un breu període convertint-se en la segona dona a ocupar aquest càrrec després de Lidia Gueiler Tejada. El 2019 va ser Ministra de Salut de l'Estat Plurinacional de Bolívia fins a la seva renúncia el novembre del mateix any.

## Biografia
Gabriela Montaño va néixer el 2 de desembre de 1975 a la ciutat de La Paz. Durant la seva infantesa, la seva família es va traslladar a viure a la ciutat de Santa Cruz de la Sierra. Montaño va viure la seva infància i la seva adolescència en aquesta ciutat, estudiant el batxillerat al Col·legi Alemany.
Durant la seva joventut, va tornar a la seva ciutat natal per a continuar amb els seus estudis professionals. El 1994, va ingressar a la carrera de medicina de la Universitat Nuestra Señora de La Paz, d'on es va graduar com a metgessa de professió l'any 2002. Posteriorment va obtenir un màster en Salut Pública. Es va casar amb el ciutadà argentí Fabián Restivo, amb qui va tenir dues filles.

## Carrera política
Durant el primer govern del president Evo Morales, Montaño va ser designada representant presidencial en Santa Cruz de la Sierra. En les eleccions generals de 2009 va ser triada com a senadora del Departament de Santa Cruz, per al període 2010-2015, essent també designada com a presidenta d'aquesta cambra. L'any 2012, davant l'absència del president Evo Morales i el vicepresident Álvaro García Linera, Montaño va arribar a ocupar la presidència de l'Estat Plurinacional de Bolívia de manera temporal, essent la segona dona en la història a convertir-se en la màxima autoritat de Bolívia.
En les eleccions generals de 2014 va ser triada diputada pel Departament de Santa Cruz, i el gener de 2015 va ser designada com a presidenta de la Cambra de diputats de l'Assemblea Legislativa Plurinacional (ALP) per al període 2015-2020. En aquest període, va ser una de les principals impulsores de l'ampliació de les causals legals de l'avortament, així com de la Llei d'Identitat de Gènere, norma que va posar Bolívia a l'avantguarda quant a legislació internacional per protegir els drets dels col·lectius LGTB. Montaño es declara a si mateixa feminista i antiimperialista. Ha estat convidada i conferenciant habitual en fòrums i conferències en diferents parts del món. El 23 de gener de 2019 va ser designada com a Ministra de Salut de l'Estat Plurinacional de Bolívia, càrrec que ocupava durant el cop d'estat de la tardor mateix any.